# Fliehkraftpendel
Das Fliehkraftpendel ist eine Art von Schwingungstilger zur Dämpfung von Dreh- bzw. Torsionsschwingungen. Aufgrund der Proportionalität zur Drehzahl  wird das Fliehkraftpendel auch als adaptiver Tilger bezeichnet. 

## Hintergrund
Um eine optimale Tilgerwirkung zur Herabsetzung von Schwingungsamplituden zu erreichen, werden Tilger auf die Frequenz der Anregung abgestimmt. Bei Feder-Masse-Systemen sind dafür die Federkonstante und die schwingende Masse ausschlaggebend. Zur breitbandigen Schwingungstilgung bei Systemen mit variabler Erregerfrequenz muss sich die Steifigkeit des Tilgers quadratisch mit der Erregerfrequenz ändern, was mit konventionellen Federn nicht möglich ist.

## Wirkungsweise/Funktionsprinzip
Beim Fliehkraftpendel entsteht die Rückstellkraft nicht durch eine Feder, sondern wie beim Fadenpendel durch eine Beschleunigung bzw. durch die Fliehkraft. Beim Fadenpendel hängt die Eigenkreisfrequenz {\displaystyle \omega _{p}} von  der Erdbeschleunigung {\displaystyle g} und der Fadenlänge {\displaystyle l} ab:
{\displaystyle \omega _{p}={\sqrt {\frac {g}{l}}}}
Im Gegensatz dazu ist beim Fliehkraftpendel die Pendelmasse im Abstand {\displaystyle L} von der Drehachse an einer mit der Winkelgeschwindigkeit {\displaystyle \omega _{s}} rotierenden Scheibe angebracht. Statt der Schwerkraft wird die Zentripetalbeschleunigung des Aufhängepunkts wirksam. Zur Herleitung der Bewegungsgleichung siehe d’Alembertsches Prinzip #Fliehkraftpendel. Bei kleinen Auslenkungen ergibt sich eine harmonische Schwingung mit der Eigenkreisfrequenz
{\displaystyle \omega _{p}=\omega _{s}{\sqrt {\frac {L}{l}}}}.
Daraus folgt:
{\displaystyle {\frac {\omega _{p}}{\omega _{s}}}={\sqrt {\frac {L}{l}}}}
Die Tilgerfrequenz ist also proportional zur Drehzahl und kann durch die Wahl von {\displaystyle L} und {\displaystyle l} genau abgestimmt werden.
In vielen Fällen von Drehungleichförmigkeiten dominiert eine Anregungsfrequenz, die zudem in einem festen Verhältnis zur Drehzahl steht. Bei einem 4-Zylinder-4-Takt-Motor beträgt diese Motorordnung {\displaystyle m:n=2} und es ergibt sich folgender Zusammenhang:
{\displaystyle 2={\sqrt {\frac {L}{l}}}}
Aufgrund der dann stets gegebenen Abstimmung der Resonanz ist die Schwingungsamplitude des Pendels erhöht und die Dämpfungswirkung bereits bei kleinen Pendelmassen gegeben.
Die alternative Verwendung von Zweimassenschwungrädern hat den Nachteil konstanter Resonanzfrequenz, sodass die Resonanz nicht ausgenutzt werden kann. Vielmehr wird das System auf den nichtresonanten Fall ausgelegt und die Resonanz vermieden. Diese liegt dann am unteren Ende des für einen niedrigen Kraftstoffverbrauch wünschenswerten niedrigen Drehzahlbereichs.